# لوسي كريستيان
لوسي كريستيان (Luci Christian) (اسمها الكامل لويزا ميشيل كريستيان (Louisa Michelle Christian)) هي مؤدية أصوات أمريكية ولدت في 18 مارس 1973 في هاميلتون، تكساس.

## أدوارها في الأنمي

### مسلسلات أنمي تلفزيونية
- بيسميكر كوروغاني - إيتشيمُرا تِتسنوسكي
- خيميائي الفولاذ - راث، كلارا/سايرن
- خيميائي الفولاذ FULLMETAL ALCHEMIST - الحقيقة
- ون بيس - نامي
- ساموراي 7 - كوماتشي
- تسوباسا كرونيكل - شون يان، كيشيم, كوروغاني (أيام الطفولة)
- سول إيتر - ميدوسا
- باسيليسك - كوغا غنّوسكي (أيام الطفولة)
- دي جرايمان - لينالي لي, ألن والكر (أيام الطفولة)
- داركر ذان بلاك -المقاول الأسود- - هافوك
- بلاك كات - ترين هارتنت (أيام الطفولة و بعد تحوله إلى طفل)
- دي إن إنجل - ريسا هارادا
- حكايات أشباح المدرسة - شيزوكو
- إلفن ليد - ماريكو، هيرومي كوراما
- نادي مضيفي ثانوية أوران - ميتسوكوني هانينوزوكا
- روميو x جولييت - الدوق مونتاجيو (أيام الطفولة)
- ترينيتي بلاد - أنجيليكا
- كلايمور - أوفيليا
- المعلم الساحر نيغيما! - أسنا كاغورازاكا
- نيغيما!؟ - أسنا كاغورازاكا
- سولتي راي - كاشا مافريك
- موشيشي - شينرا (العرش الأخضر), ميو
- أسطول الزجاج - أيمر
- فتى الرمال - كوسنا
- ديفل ماي كراي - تريش
- فل ميتال بانيك! - كانامي تشيدوري
- فل ميتال بانيك؟ فموفّو - كانامي تشيدوري
- فل ميتال بانيك! The Second Raid - كانامي تشيدوري
- سكول رمبل - تنما تسوكاموتو
- سكول رمبل:الفصل الدراسي الثاني - تنما تسوكاموتو
- بامبو بليد - كيرينو تشيبا
- ناباري نو أو - سارابا
- أزومانغا دايو - يوكاري تانيزاكي
- AIR - هارُكو كاميو
- MADLAX - مارغريت برتون
- إير جير - رينغو نويامانو
- أوكيكو فوريكابوتيه - يوشيرو هامادا (أيام الطفولة)
- باني بوني داش! - أكاني سيريزاوا
- نيريما دايكون براذرز - ماكو
- جيغوكو شوجو - تسوغومي شيباتا
- قطاع التسوق السحري أبينوباشي - ساشي/ساتوشي إيماميا
- برينسس توتو - أهيرو
- ساندز أوف ديستراكشن - مورتي أشيرا
- برج درواغا 〜the Sword of URUK〜 - مايت ذا فول
- أهلا بك إلى NHK - هيتومي كاشيوا
- Super GALS! - ران كوتوبوكي
- هيرويك إيج - أنيشا
- شيكاباني هيمي: أكا - ماكينا هوشيمورا
- كيمي غا نوزومو آين - أيو دايكوجي
- سترايك ويتشز - إيريكا هارتمان
- كاشرن سينز - نيتا
- هايسكول اوف ذا ديد - توشيمي
- كيرو - كويوكي أزومايا
- الخادم الأسود 2 - جيم ماكين ألويس ترانسي
- ميري آكلة الأحلام - يوي كوناغي
- فايري تايل - ناتسو دراغنيل (أيام الطفولة)
- كامينوميزو شيرو سيكاي - إلسيا دي لوت إيما/إلسي
- كامينوميزو شيرو سيكاي 2 - إلسيا دي لوت إيما/إلسي
- أريا الرصاصة القرمزية - ريكو ميني
- لاست إكسايل: فام ذات الأجنحة الفضية - لافي هيد
- طوكيو ماغنيتود 8.0 - ميراي أونوزاوا
- شيكي - أكيرا تاناكا، يايكو أوتسكا
- أوكامي-سان و رفاقها السبعة - الراوية
- ماوارو بنغويندرام - والدة كيجو تابوكي
- CLANNAD - ناغيسا فُرُكاوا
- CLANNAD 〜AFTER STORY〜 - ناغيسا فُرُكاوا، أُشيو أوكازاكي
- UN-GO - سوميكا ناكاهاشي
- أسطورة الأبطال الأسطوريين - فيريس إيريس
- بيردي الخارقة ديكود - بيردي سيفون ألتيرا
- بيردي الخارقة ديكود:02 - بيردي سيفون ألتيرا

### أنمي الإنترنت
- هيتاليا Axis Powers - المجر

### أوفا أنمي
- المعلم الساحر نيغيما! الربيع - أسنا كاغورازاكا
- المعلم الساحر نيغيما! الصيف - أسنا كاغورازاكا
- سكول رمبل:حصص إضافية - تنما تسوكاموتو

### أفلام أنمي
- خيميائي الفولاذ: المسيطر على شامبالا - راث
- ون بيس - نامي
- فكسل - تاكاشي
- أغيتو ذو الشعر الفضي - بيروي

## وصلات خارجية
- لوسي كريستيان على موقع IMDb (الإنجليزية)
- لوسي كريستيان على موقع ميوزك برينز (الإنجليزية)
- لوسي كريستيان على موقع قاعدة بيانات الفيلم (الإنجليزية)
- لوسي كريستيان على موقع ANN person (الإنجليزية)